# QUINTBRIDGE
QUINTBRIDGE（クイントブリッジ）は、NTT西日本が大阪・京橋エリアへの本社機能移転と合わせ、2022年3月に開設されたオープンイノベーション施設。

## 概要
NTT西日本の本社エリア、通称「i-CAMPUS」に建設された施設。
- 運営会社　：NTT西日本
- 外観・内観：３階建て・各階で異なるコンセプトで運営されている
- 入館方法　：会員プログラム（QBメンバー等）へ入会により可能　※個人会員は基本「無料」
- 所在地　　：大阪府大阪市都島区東野田町4丁目15番82号

## 施設名の由来
施設名称「QUINTBRIDGE」の由来は、「Quintillion（百京）」と「Brige（橋）」による造語。NTT西日本が大阪・京橋で企業・ベンチャー・自治体・大学などとの架け橋となり、幾多（100以上）の新規事業の共創や地域課題の解決をめざすという意味を込めている。

## １Ｆフロア：Boost Mountain
新たなチャレンジの発信拠点をコンセプトにしたフロア。壁がないオープンな造りだが、段差でゆるやかな仕切り、小さなワークショップやリモートワークにも対応できる。
- 100人収容の大空間
- 3面スクリーン
- ワークショップスペース
- カフェ
- コワーキングスペース

## ２Ｆフロア：Create Garage
プロジェクトの拠点をコンセプトにしたフロア。プロジェクト活動に集中して取り組むための個室やワークスペースには、交流とアイデアを誘発するため、ラフな素材を採用。
- プロジェクトルーム
- FAB室
- 撮影スタジオ
- オープンキッチン

## ３Ｆフロア：シェアオフィスゾーン
事業創出の促進拠点として、「NTT Sportict（NTTスポルティクト）」などが入居するシェアオフィスゾーン。静かな環境で集中して検討する場所。
- ワークスペース
- シェアオフィス

## 会員プログラム
会員は、「QBメンバー」、「QB共創パートナーA」「QB共創パートナーB」の3種類で構成。
- ＱＢメンバー　　　　：個人向け。入会金・会費「無料」、利用可能エリア：1F・2F、プログラム参加：可能
- ＱＢ共創パートナーＡ：一般企業向け。入会金「無料」、会費「1口につき、20万円（税別）/年」 、提供サービス：コワーキングスペース利用:1F・2F・3F(3Fは一部エリアのみ)、プログラム参加：各種特別プログラム
- ＱＢ共創パートナーＢ：SMB（従業員10人未満）営利法人、非営利法人、公法人向け。入会金・会費「無料」、利用可能エリア：1F・2F・3F(3Fは一部エリアのみ)、プログラム参加：各種特別プログラム